# Gordon Park Baker
Gordon Park Baker (Englewood, Nova Jersey, 20 abril de 1938 - Woodstock, Oxfordshire, 25 de juny de 2002) va ser un filòsof americà i anglès. Els seus temes d'interès inclouen Ludwig Wittgenstein, Gottlob Frege, Friedrich Waismann, Bertrand Russell, el Cercle de Viena, i René Descartes. Va ser conegut per la seva col·laboració amb Peter Hacker i els seus desacords amb Michael Dummett.
Va ser educat a la Phillips Exeter Academy, la Universitat Harvard, important en les matemàtiques, i, com Marshall Scholar, al The Queen's College (Oxford), on tenia la intenció de llegir Filosofia, Política i Economia, però traslladat a literae humaniores (1960). Va cursar el seu doctorat (1963-1970) mentre era professor a la Universitat de Kent i darrerament com a membre del Col·legi de Sant Joan, Oxford.
Era un Fideïcomissari del Fons Waismann.
Els seus altres interessos eren tennis real i el clavecí.
Estava casat amb Ann Pimlott (1964), amb la qual va tenir tres fills, Alan, Geoffrey, i Nicholas. Alan és actualment professor de filosofia a la universitat de Swarthmore. Des de 1992 fins a la seva mort, el filòsof Katherine Morris (Mansfield College, Oxford) va ser el seu company reconegut.